# Andrés Marín Lebrero
Andrés Marín Lebrero (Badalona, Barcelonès, 18 de juliol de 1961) és un atleta, marxador, corredor de fons i entrenador català.
Entrenador Nacional d'Atletisme, i diplomat en Magisteri en Educació Física, com a atleta internacional de la Selecció Espanyola, participà en tres Campionats del Món, el 1987, el 1993 i el 1995, sempre a la prova dels 50 quilòmetres marxa. Aconseguí la seva millor marca en 50 quilòmetres marxa en el Campionat d'Europa d'atletisme de 1994, amb un temps de 3h.52'14". També participà en set edicions de la Copa del Món d'atletisme i aconseguí el títol de campió de Catalunya de 30 km l'any 1998, tres vegades el de campió de Catalunya de 20 quilòmetres marxa els anys 1980, 1983 i 1984, i una vegada el de campió d'Espanya de 5.000 metres en pista coberta l'any 1982.